# Nathan Wicht
Nathan Gilbert Eric Wicht (* 20. Februar 2004 in Zürich) ist ein Schweizer Fussballspieler.

## Laufbahn
2016 wechselte Wicht von der SpVgg Unterhaching aus der Münchner Vorstadt in den nur wenige Kilometer entfernten Stadtteil Giesing zum TSV 1860 München, bei dem er zunächst der U13 angehörte und in der folgenden Zeit die Altersstufen des Nachwuchsleistungszentrums durchlief, wobei er meist im zentralen Mittelfeld zum Einsatz kam.
Im Frühjahr 2019 wurde er für vier Spiele in die U15-Nationalmannschaft berufen, im Herbst folgten vier weitere Einsätze für die U16. 2019/20 gehörte er zum Kader der U17 des TSV 1860 in der zweitklassigen Bayernliga. Nach dem Abbruch aufgrund der COVID-19-Pandemie wurden die Sechzger als Tabellenführer zum Aufsteiger erklärt. In der Saison 2020/21 war er Stammspieler in der Bundesligamannschaft der U17 der Löwen. Er bestritt alle fünf Spiele und schoss drei Tore, bevor auch diese Saison abgebrochen wurde. In der Winterpause der Drittligaspielzeit nahm er am Training unter Michael Köllner teil.
Vor dem Trainingsauftakt zur neuen Spielzeit unterschrieb Wicht Ende Mai 2021 seinen ersten Profivertrag. Er wurde in vier der sechs Vorbereitungsspiele – zunehmend in der Defensive – eingesetzt. Am 25. Juli spielte er für die U21 der Löwen in der Bayernliga Süd gegen den TSV Schwaben Augsburg über die volle Spielzeit; bei seinem ersten Pflichtspieleinsatz erzielte er auch seinen ersten Treffer im Erwachsenenfussball. Ab dem zweiten Spieltag gehörte Wicht dem jeweiligen Spieltagskader der Drittligamannschaft an. In den beiden ersten Runden des Toto-Pokals stand er jeweils in der Startaufstellung. Zu seinem Debüt im Profifussball kam er am 24. August 2021, als er beim 3:0-Heimsieg über den FC Viktoria Köln eingewechselt wurde. In den beiden folgenden Spielzeiten kam er jedoch hauptsächlich in den U19- und U21-Mannschaften zum Einsatz und absolvierte lediglich zwei weitere Einsätze in der 3. Liga.
Im Sommer 2023 wechselte er in sein Heimatland und schloss sich der U21-Mannschaft des FC Luzern in der Promotion League an.
Im Sommer 2025 wechselte er zu Hertha 03 Zehlendorf.